# 12-es villamos (Prága)
A prágai 12-es jelzésű villamos a Výstaviště Holešovice és a Sídliště Barrandov között közlekedik.

## Útvonala
| Sídliště Barrandov felé | Výstaviště Holešovice felé |
| --- | --- |
| Výstaviště Holešovice – U Výstaviště – Na Zátorách – Plynámí – Ortenovo náměstí – Komunardů – Bubenské nábřeží – Antonínská – Milady Horákové – Badeniho – Chotkova – Pod Bruskou – Klárov – Letenská – Malostranské náměstí – Karmelitská – Újezd – Štefánikova – Nádražní – Na Zlíchově – Hlubočepská – K Barrandovu – Lamačova – Tréglova – Werichova – Sídliště Barrandov | Sídliště Barrandov – Werichova – Tréglova – Lamačova – K Barrandovu – Hlubočepská – Na Zlíchově – Nádražní – Štefánikova – Újezd – Karmelitská – Malostranské náměstí – Letenská – Klárov – Pod Bruskou – Chotkova – Badeniho – Milady Horákové – Antonínská – Bubenské nábřeží – Komunardů – Ortenovo náměstí – Plynámí – Na Žertvách – U Výstaviště – Výstaviště Holešovice |

## Megállóhelyei
| 0  | Výstaviště Holešovice végállomás | 54 | 6, 17                                       |
| 1  | Výstaviště Holešovice            | 52 | 6, 17                                       |
| 3  | Nádraží Holešovice               | 49 | C 6, 17 R20 R17 S4 S41 R44                  |
| 4  | Ortenovo náměstí                 | 47 | 6                                           |
| ∫  | U Průhonu                        | 46 | 6                                           |
| 5  | Dělnická                         | 44 | 1, 6, 14, 25                                |
| 6  | Tusarova                         | ∫  | 1, 14, 25                                   |
| 8  | Pražská tržnice                  | 42 | 1, 14, 25 · P7                              |
| 10 | Vltavská                         | 41 | C 1, 14, 25 S5 R24 R45                      |
| 11 | Strossmayerovo náměstí           | 39 | 1, 6, 8, 17, 25, 26                         |
| 13 | Kamenická                        | 37 | 1, 8, 25, 26                                |
| 14 | Letenské náměstí                 | 36 | 1, 8, 25, 26                                |
| 15 | Korunovační                      | ∫  | 1, 8, 25, 26                                |
| 16 | Sparta                           | 34 | 1, 8, 25, 26                                |
| 19 | Chotkovy sady                    | 31 | 2, 18, 20                                   |
| 22 | Malostranská                     | 28 | A 2, 15, 18, 20, 22, 23                     |
| 24 | Malostranské náměstí             | 25 | 15, 20, 22, 23                              |
| 25 | Hellichova                       | 23 | 15, 20, 22, 23                              |
| 27 | Újezd                            | 22 | 9, 15, 20, 22, 23 · Petřín siklóvasút       |
| 28 | Švandovo divadlo                 | 21 | 9, 15, 20                                   |
| 30 | Arbesovo náměstí                 | 20 | 9, 15, 20                                   |
| 33 | Anděl                            | 18 | B 4, 5, 7, 9, 10, 16, 20, 21                |
| 35 | Na Knížecí                       | 15 | B · 4, 5, 7, 20, 21 · P5                    |
| 36 | Plzeňka                          | 14 | 4, 5, 20                                    |
| 38 | Smíchovské nádraží               | 13 | B 4, 5, 20 R10 R16 R18 R19 R26 S5 S6 S65 S7 |
| 39 | ČSAD Smíchov                     | 11 | 4, 5, 20                                    |
| 40 | Lihovar                          | 10 | 4, 5, 20 · P3                               |
| 42 | Zlíchov                          | 8  | 4, 5, 20                                    |
| 44 | Hlubočepy                        | 7  | 4, 5, 20                                    |
| 46 | Geologická                       | 4  | 4, 5, 20                                    |
| 48 | K Barrandovu                     | 3  | 4, 5, 20                                    |
| 49 | Chaplinovo náměstí               | 2  | 4, 5, 20                                    |
| 50 | Poliklinika Barrandov            | 1  | 4, 5, 20                                    |
| 52 | Sídliště Barrandov végállomás    | 0  | 4, 5, 20                                    |